# Österreich (journal)
Pour les articles homonymes, voir Österreich.
Österreich (Autriche en français) est le titre d'un quotidien national autrichien édité par Wolfgang Fellner. La première édition parut le 1er septembre 2006. Il est traditionnellement proche de la droite.

## Le journal

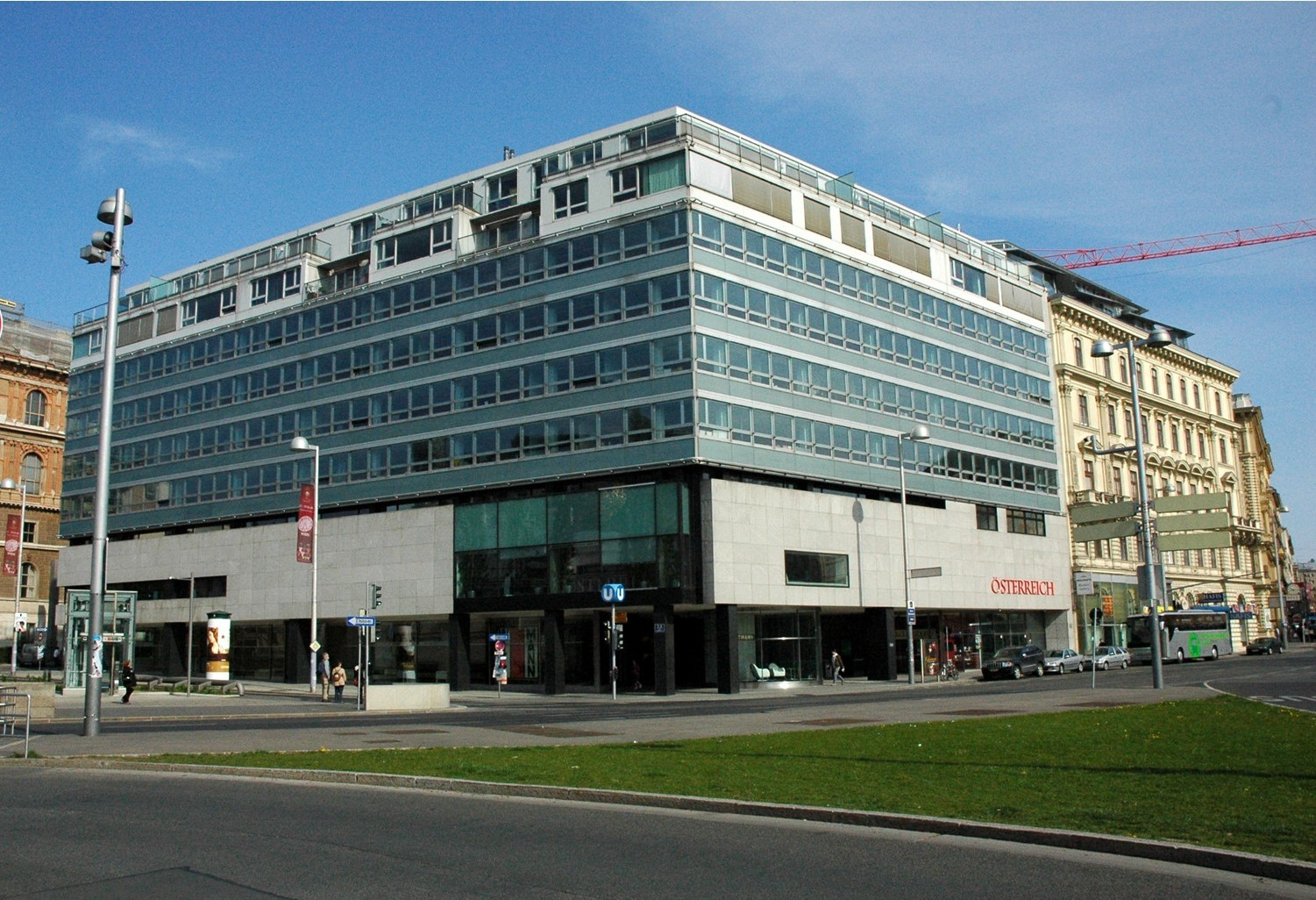
Bureaux de la rédaction dans l'Akademiehof sur la place Karlsplatz (en 2008).

Österreich est depuis juin 2006 actionnaire de la Austria Presse Agentur (A.P.A.) comme le sont le Kurier et le Kleine Zeitung. Il était prévu à son lancement que le journal serait tiré à 250 000 exemplaires en semaine et à 600 000 le week-end.
Le modèle de ce nouveau quotidien est le journal américain USA Today. Les autres médias autrichiens le décrivent comme un mélange du Daily Mirror britannique, du Kronen Zeitung autrichien et du Bild allemand.
La formule du journal se fonde sur des titres racoleurs, des articles courts et de grandes photos, tout en entretenant des relations ambiguës avec le pouvoir politique. Il livre au Kronen Zeitung, auquel il dispute le même lectorat, une guerre médiatique et judiciaire permanente.
Le prix d'un exemplaire est de 0,50 €, clairement en dessous des 0,90 € de journaux comparables tels que le Kurier ou le Kronen Zeitung. Les publications telles que Heute et OK sont en contrepartie gratuites, mais ne couvrent qu'une région limitée. Le prix d'un abonnement mensuel à Österreich est de 9,90 €, ce qui revient à seulement +/- 0,30 € l'exemplaire.
La cible du quotidien sont les gens de vingt à quarante-neuf ans. Wolfgang Fellner déclara lors d'une rencontre sur ORF en juillet 2006 qu'il espérait séduire le public de la radio Ö3, un des principales radiodiffuseurs d'Autriche.
Österreich est financé à hauteur de cinquante millions d'euros par un consortium de huit banques autrichiennes, dont la Bank Austria, la Raiffeisen Zentralbank et la Spängler Bank. Le prêt est accordé pour une durée de treize ans.
Le quotidien n'est pas composé de plusieurs feuillets chacun consacré à un sujet différent (ex: Le Monde), mais d'un seul traitant page par page des différents sujets (ex: The Times). Les quatre rubriques principales sont le 'Journal national', le 'Journal régional', le 'Lifestyle Magazin' et 'TV Österreich'. Österreich est édité en format tabloïd et imprimé à Tulln par la firme Goldmann AG.
Le journal a connu à ses débuts des problèmes de diffusion, les distributeurs refusant de s'occuper d'un nouveau quotidien, et Österreich n'est pour l'instant livré à domicile qu'à Vienne et aux alentours pour ses abonnés, par la poste dans le reste du pays.
En octobre 2006, une plainte fut introduite par un particulier contre l'utilisation du nom Österreich, la raison invoquée étant qu'un symbole de la nation ne peut être utilisé par une entreprise à des fins commerciales et devenir ainsi un sigle protégé. Le tribunal délibéra que la marque est admissible parce qu'elle ne couvre que le rendu en image du mot Österreich dans le logo, une marque sur le mot lui-même (ce qui serait inadmissible) n'ayant pas été déposée.
Le 16 août 2016 Österreich a déclaré à la presse qu'ils allaient commencer une chaîne de télévision de nouvelles 24 heures sur 24, en collaboration avec CNN, le 22 septembre 2016.
Le chaîne de télévision est appelée oe24TV. Le logo de oe24TV est très semblable au logo du portail internet oe24 du journal.
Le quotidien est entièrement dirigé par la famille Fellner : Wolfgang Fellner est le directeur du groupe Österreich, son frère Helmut est « chargé des affaires commerciales » et son fils Nikki est rédacteur en chef.

## Controverses

### Publication de sondages truqués

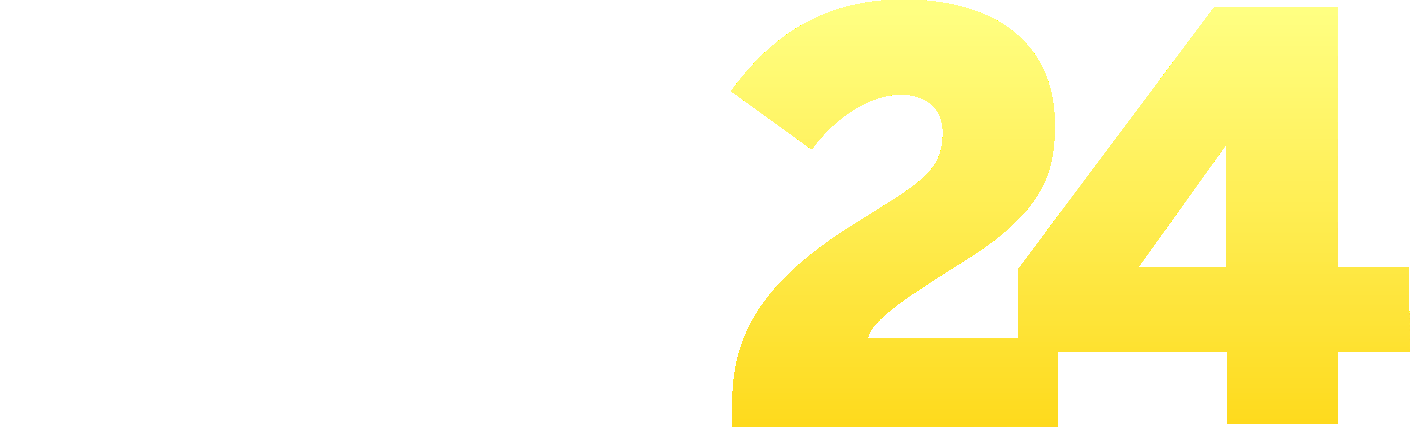
Logo du portail internet oe24.

Logo alternatif du portail internet oe24.

Le Parquet autrichien annonce en octobre 2021 l'ouverture d'une enquête au sujet du chancelier Sebastian Kurz et de neuf autres personnes soupçonnées d'avoir détourné des fonds publics afin de « financer des sondages d'opinion partiellement manipulés qui servaient un intérêt politique exclusivement partisan » en faveur du Parti populaire autrichien (ÖVP) entre 2016 et 2018. Selon les procureurs, un groupe de médias aurait «reçu des paiements» en échange de la publication de ces sondages. Le groupe mis en cause est largement identifié dans les médias autrichiens comme étant Österreich.

Logo de la chaîne de télévision oe24TV.